# Colours Are Brightier
Colours Are Brightier to charytatywna płyta wydana przez wytwórnię Rough Trade Records, 16 października 2006 roku. Wszystkie dochody z jej sprzedaży były przekazywane organizacji Save the Children. CD zawierało 13 piosenek najbardziej znanych brytyjskich indiepopowych i indierockowych zespołów. Koszt płyty wynosił 9.99 funtów.

## Lista utworów
1. "Go Go Ninja Dinosaur" – Four Tet & Princess Watermelon
2. "A Skeleton Bang" – Rasputina
3. "Jackie Jackson" – Franz Ferdinand
4. "I Am An Astronaut" – Snow Patrol
5. "Three Cheers for Pooh, Cottleston Pie, Piglet Ho" – The Divine Comedy
6. "The King & I" – The Kooks
7. "David Wainwright's Feet" – Half Man Half Biscuit
8. "Tidy Up Tidy Up" – The Barcelona Pavilion
9. "Our Dog is Getting Older Now" – Jonathan Richman
10. "The Monkeys Are Breaking Out the Zoo" – Belle & Sebastian
11. "Mud" – Ivor Cutler Trio
12. "The Big Ol' Bug Is the New Baby Now" – The Flaming Lips
13. "Night Baking" – Kathryn Williams